# GSHW
Die Gemeinsame Kommission für historische Wasserfahrzeuge GSHW e. V. ist ein Dachverband deutscher Traditionsschiffe mit Sitz in Hamburg. Der Verband empfiehlt als Sachverständige dem Bundesverkehrsministerium die Zulassung von Schiffen als Traditionsschiff. Ihr sind, ähnlich wie den privatrechtlichen Organisationen Deutscher Segler-Verband und TÜV, bestimmte hoheitliche Aufgaben übertragen.

## Geschichte
Die GSHW wurde 1989 als Gemeinsame Sicherheitskommission für historische Wasserfahrzeuge von der Arbeitsgemeinschaft deutscher Museumsschiffe ins Leben gerufen, um die Interessen der Eigner von deutschen Traditionsschiffe zu vertreten. Deren Praxis, zum Erhalt der Schiffe auch kostenpflichtige Fahrten durchzuführen, wurde unter anderem von den Betreibern der gewerbsmäßigen Fahrgastschifffahrt angegriffen, die darin eine wirtschaftliche Konkurrenz zu ihren Veranstaltungen sahen. Sie forderten deshalb eine Gleichstellung von Traditionsschiffe auch in Bezug auf die geltenden Sicherheitsrichtlinien. Dies wäre zum einen mit einem erheblichen finanziellen Mehraufwand für die zumeist ideell ausgerichteten Betreiber von Traditionsschiffen verbunden gewesen, zum anderen bei vielen Schiffen aufgrund ihrer baulichen Eigenarten faktisch nicht möglich. Dies hätte das Aus für diverse alte Schiffe bedeutet.
Im Laufe der Weiterentwicklung der Kommission entfiel der Passus Sicherheit im Namen und die GSHW definierte sich nach § 2 (2) ihrer Satzung als Dachverband der deutschen Traditionsschiffe. Sie wird auch durch den Gesetzgeber als solcher wahrgenommen. Die AGDM, welche größtes Mitglied war, ist Anfang 2012 aus der GSHW ausgetreten.

## Ziele und Aufgaben
Laut seinem Satzungszweck fördert der Verein
- die Erhaltung und Pflege des deutschen Kulturerbes in der Schifffahrt,
- die Sicherheit und den Betrieb historischer Wasserfahrzeuge,
- die maritime Traditionspflege.[1]

Das deutsche Bundesministerium für Verkehr, Bau- und Wohnungswesen hat gemäß § 6 Abs. 1 der Schiffssicherheitsverordnung eine Sicherheitsrichtlinie für Traditionsschiffe erlassen, um die Anforderungen an die Schiffssicherheit von Traditionsschiffen im Sinne der §§ 3 und 7 bis 9 des Schiffssicherheitsgesetzes zu spezifizieren.
In diesem Zusammenhang überträgt der Gesetzgeber dem Verband in den §§ 3 und 4 der Verordnung über den Erwerb von Sportsee- und Sporthochseeschifferscheinen und die Besetzung von Traditionsschiffen rechtliche Zuständigkeiten, z. B. bei der Festlegung der besonderen fachlichen Anforderungen an die Befähigung von Schiffern auf Traditionsschiffen.